# イストラーナ
イストラーナ（伊: Istrana）は、イタリア共和国ヴェネト州トレヴィーゾ県にある、人口約9,100人の基礎自治体（コムーネ）。

## 地理

### 位置・広がり

#### 隣接コムーネ
隣接するコムーネは以下の通り。括弧内のPDはパドヴァ県所属を示す。
- モルガーノ
- パエーゼ
- ピオンビーノ・デーゼ (PD)
- トレヴィニャーノ
- ヴェデラーゴ

### 気候分類・地震分類
気候分類では、zona E, 2405 GGに分類される。
また、イタリアの地震リスク階級 (it) では、zona 2 (sismicità media) に分類される。

## 行政

### 分離集落
イストラーナには、以下の分離集落（フラツィオーネ）がある。
- Ospedaletto, Pezzan, Sala, Villanova

## 姉妹都市
- Grenade、フランス 1989年
- Lapa、ブラジル 2002年